# تأثير السوط

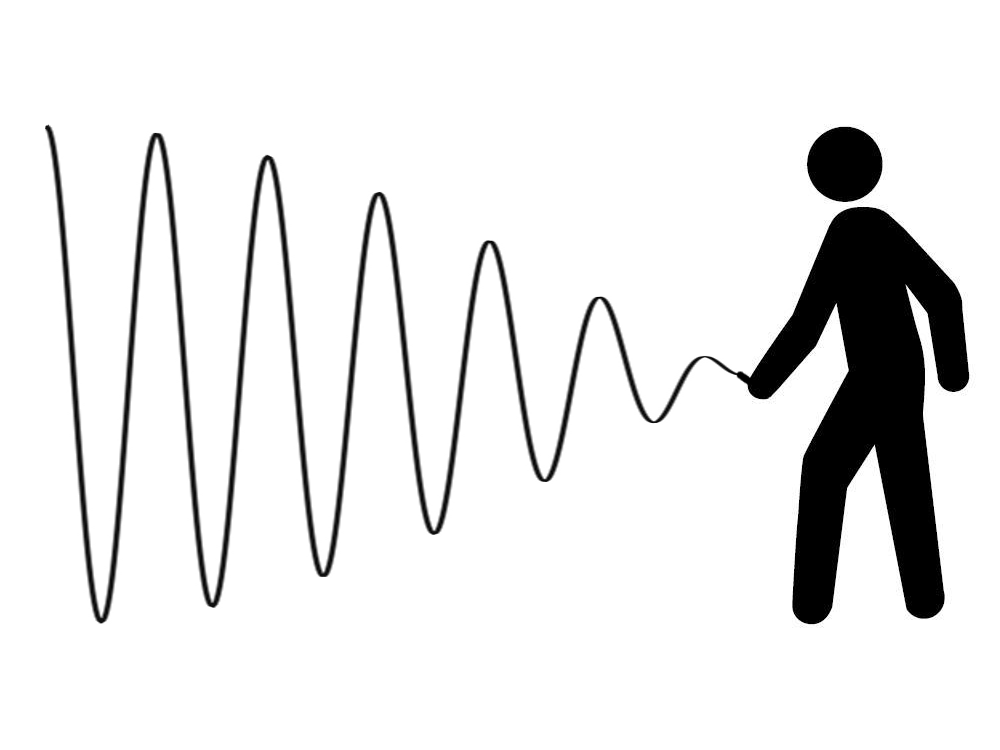
محاكاة تأثير السوط

تأثير السوط (بالإنجليزية: Bullwhip effect)‏ هو ظاهرة لوحظت في قنوات التوزيع التي تحركها التوقعات. يشير إلى وجود اتجاه لتقلبات أكبر وأكبر في المخزون نتيجة الاستجابة للتغيرات في الطلب. ظهر هذا المصطلح للمرة الأولى في كتاب «الديناميات الصناعية» ل«جاي فوريستر» (1961)، وبالتالي يعرف أيضا بأنه تأثير فورستر.